# Stanisław Sylwestrowicz
Stanisław Sylwestrowicz (ur. 1833 w Hoży, zm. 1910 w Strzelcze na Wołyniu) – polski działacz narodowy, naczelnik powiatu grodzieńskiego w powstaniu styczniowym, ziemianin, zesłaniec.

## Życiorys
Urodził się w 1833 roku w majątku ziemskim w Hoży. Po ukończeniu studiów na uniwersytecie w Dorpacie osiadł w swoim majątku Hoży. Opowiadał się za całkowitym zniesieniem pańszczyzny. Dbał o poprawę warunków życia chłopów. Od 1861 roku działał w grodzieńskiej organizacji powstańczej. Dwór w Hoży był miejscem dzielności konspiracyjnej, w którym odbywały się zebrania, składowano literaturę i broń. Po wybuchu powstania w 1863 roku objął funkcję powstańczego naczelnika powiatu grodzieńskiego. Współpracował z Konstantym Kalinowskim, Celestynem Ciechanowskim i Apolonem Hofmeisterem. Organizował leki, żywność dla powstańców. Wśród mieszkańców Grodna organizował zbórkę potrzebnych rzeczy dla powstańców. 
Dnia 30 lipca 1863 został aresztowany ze swoim stryjecznym bratem Zygmuntem Wróblewskim. Po ośmiu miesiącach więzienia i przesłuchiwań wyjawił carskiej komisji śledczej w Wilnie wiele szczegółów dotyczących powstania na grodzieńszczyznie. Skazany został na karę śmierci, później wyrok zamieniono na zesłanie do kopalń syberyjskich, pozbawienie wszystkich praw i utratę majątku. Jego żona i dwaj synowie: Feliks i Stanisław zostali wygnani z Hoży a majątek przekazano urzędnikom carskim, którzy tłumili powstanie. Po dziesięciu latach spędzonych na zesłaniu w kopalniach syberyjskich dostał pozwolenie na zamieszkanie w mieście Jadryn w guberni kazańskiej. W 1879 roku wrócił do Grodna i odzyskał majątek Hoża. Majątek był okradziony i doszczętnie zrujnowany. Zmarł w 1910 roku w Strzelczach na Wołyniu.